# Україна-Світ (товариство)
Товариство зв'язкі́в з украї́нцями за ме́жами Украї́ни, згодом: Товариство «Україна», зараз: Товариство «Україна-Світ» — всеукраїнська громадська самоврядна організація, метою діяльності якої є розвиток співпраці з українцями за кордоном, зміцнення їхніх зв'язків з прабатьківщиною та об'єднання зусиль світового українства в розбудові Української держави.

## Опис
Товариство має відділення в усіх областях України та в Автономній Республіці Крим.
Головними структурними складовими Товариства є такі відділи: культурологічно-освітній (діяльність відділу полягає у співпраці з українськими громадами зарубіжжя в культурно-мистецькій та освітянській сферах); інформаційно-аналітичний (діяльність відділу полягає в пошуку, збиранні, систематизації й поширенні інформації про закордонне українство та в сприянні інформаційному забезпеченню українських закордонних осередків); відділ координації Федерації товариств зв'язків з країнами зарубіжжя (відділ є виконавчою структурою Федерації товариств зв'язків із зарубіжними країнами, яку було створено 1992 р. як правонаступника Українського товариства дружби і культурного зв'язку з зарубіжними країнами і яка налічує нині 62 суб'єкти). Товариство «Україна-Світ» є співзасновником газети світового українства «Український форум» (замість газети «Вісті з України») та засновником журналу «Український Світ», які висвітлюють різноманітні аспекти життя України й закордонного українства та розсилаються в місцеві відділення Товариства і в українські осередки за кордоном.
Товариство було одним з ініціаторів розробки та прийняття в 1996 р. Державної програми «Українська діаспора на період до 2000 року», у реалізації багатьох положень якої згодом брало активну й дієву участь. Товариство зініціювало прийняття Національної програми «Закордонне українство на період до 2005 р.» й силами своїх фахівців, за участі регіональних відділень розробило основу цієї програми.
У доробку Товариства протягом останніх років: організація і проведення щорічних семінарів для вчителів українського зарубіжжя в Києві та виїзних семінарів по українських освітніх закладах за кордоном, зокрема по сільських школах Придністров’я; організація й проведення конференції керівників українських закордонних мас-медій; організація і проведення міжнародної науково-практичної конференції «Геополітичне значення етнополітичних процесів в Україні й українському зарубіжжі» та I Міжнародної науково-практичної конференції «Освіта в українському зарубіжжі». Мистецька секція Товариства зініціювала постійно діючий Фестиваль мистецтв українського зарубіжжя «Український спів у світі», перший підсумковий концерт якого відбувся 1999 р. в Києві у рамках Всеукраїнського огляду народної творчості. Другий підсумковий концерт фестивалю присвячено III Всесвітньому форуму українців та 10-й річниці незалежності України.
Товариство створило й постійно наповнює перший універсальний україномовний web-сайт «Україна-Світ» у ініційованій ним Українській Світовій Інформаційній Мережі (УСІМ); допомагає забезпеченню українських закордонних громад та освітніх інституцій підручниками, навчальними посібниками, методичною літературою, організовує виступи за кордоном вітчизняних мистецьких колективів та поїздки в Україну представників українського зарубіжжя, зокрема, вчителів і учнів. За участі Товариства підготовлено й видано інформаційні каталоги «Зарубіжне українство», бібліографічний покажчик літератури «Українське зарубіжжя»; навчальний посібник з української літератури для шкіл Кубані «Козак Мамай»; двотомне видання «Пантелеймон Куліш. Іван Пулюй — подвижники нації» та «Іван Пулюй. Молитовник. Псалтир»; збірку новел українського письменника з Югославії Михайла Ковача «Тихі води» (до 90-річчя автора); збірник проблемних статей «Україна на порозі XXI століття». Товариство спільно з Національною радіокомпанією України на добродійних засадах здійснили аудіозапис і випустили у світ (компакт-диск і касету) до III Всесвітнього форуму українців Антологію української хорової музики «Диригує Павло Муравський».
У 2000 р. з метою відзначення осіб за їхній вагомий внесок у розвиток співпраці України із закордонним українством та їхню активну участь у процесі розбудови Української незалежної держави й зміцнення міжнародного авторитету України засновано Почесну відзнаку Товариства «Україна-Світ». Гасло почесної відзнаки — «Єднання у співпраці».

## Донецьке відділення Товариства

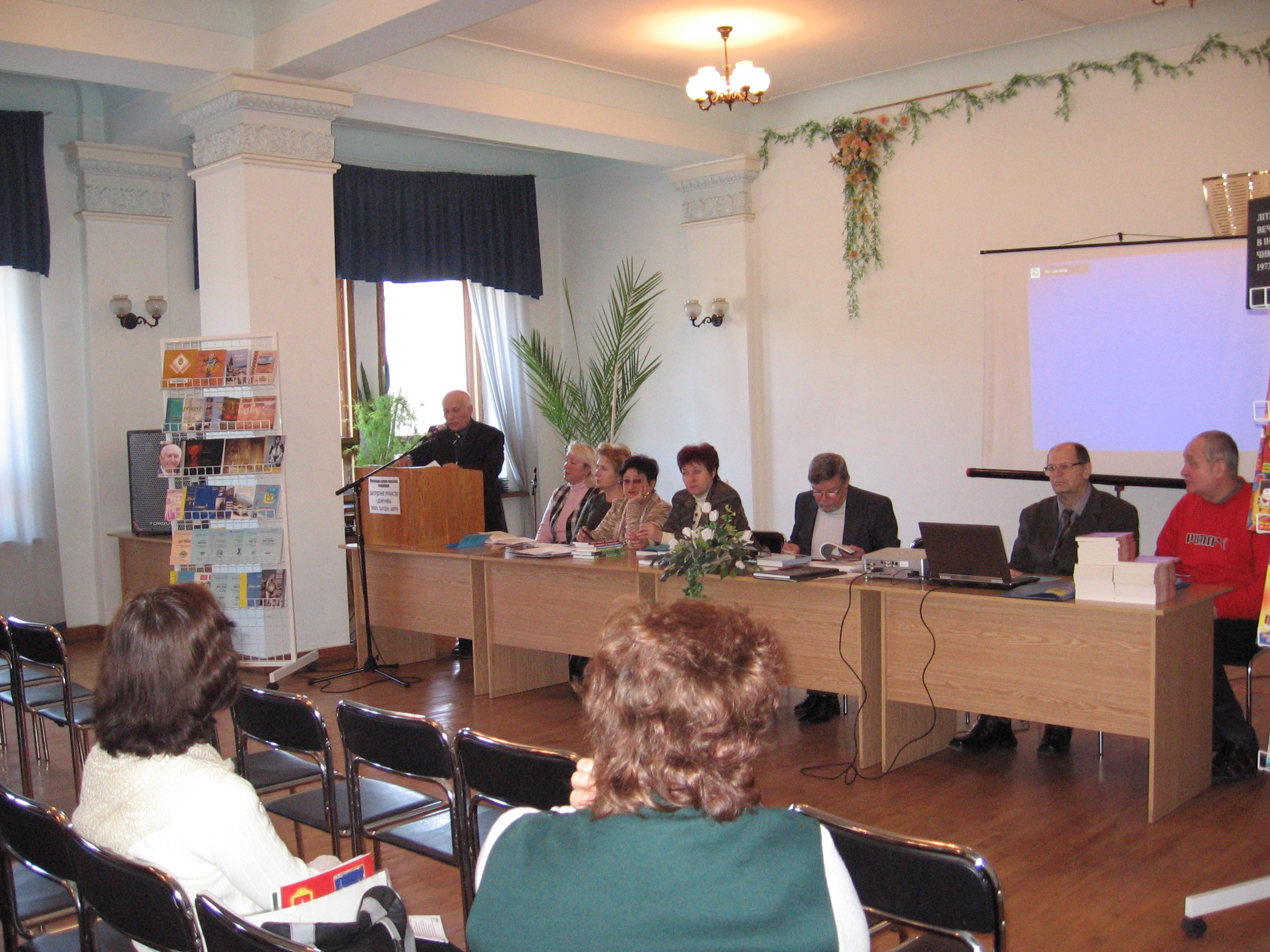
Конференція Донецького відділення Товариства «Україна-Світ». Донецьк. Виступає В.Білецький — Голова Донецького відділення Товариства. 2009 р. По центру у президії — професор Пасько І. Т.

Донецьке відділення Товариства постало у 1997 році на базі Донецького Українського Культурологічного Центру, який вже мав суттєвий досвід роботи з діаспорою (програма «Міст»). Голова Донецького відділення Товариства — проф. Володимир Білецький. Заступники: кандидати наук Вадим Оліфіренко та Олена Башун.
Основні напрямки роботи Донецького відділення Товариства:

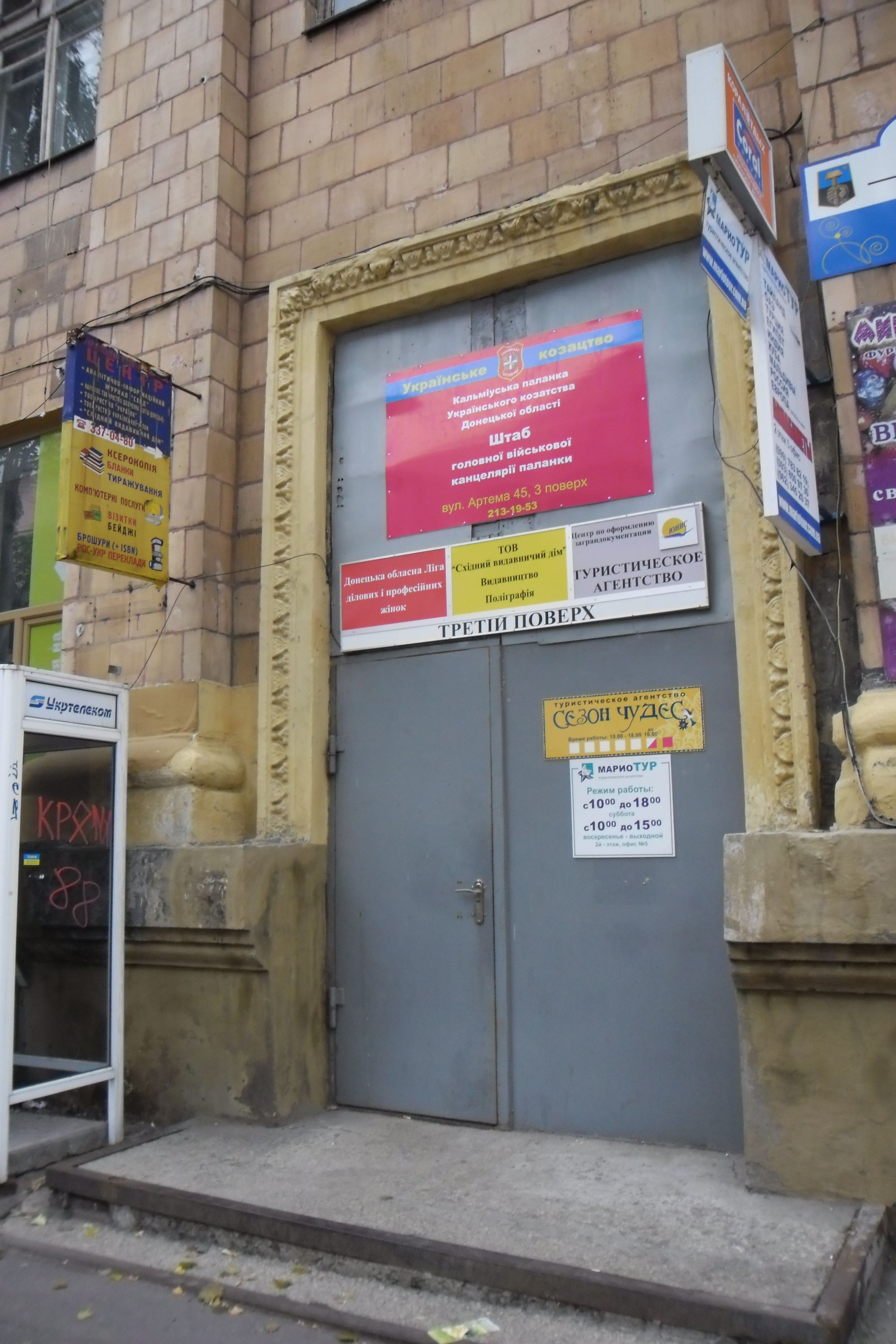
Донецьк. Вхід до УКЦентру і Донецького відділення Товариства Україна-Світ. 2014 р.

- 1. «Нова навчальна книга» — пошук, підготовка до друку, друк і розповсюдження нових видань, в першу чергу навчальних посібників з творчістю української діаспори. Перший проект — книга І.Боднарука «Між двома світами», а другий — проект «Козак Мамай» — навчальний посібник-хрестоматія з української літератури Кубані. Це по суті перший посібник для шкіл Кубані, Подоння, Приазов'я, де вперше системно подається матеріал з української літератури саме Кубані і для Кубані. Третій аналогічний проект — «Слобожанська хвиля» здійснюється. У 2004 р. організована творча експедиція на Східну Слобожанщину (в Курську, Бєлгородську та Воронезьку області).
- 2. Спільна робота з діаспорою по підготовці і випуску художніх книг і наукових досліджень-монографій. Тут на 2005 р. виконано шість проектів. Перший — підготовка і видання разом з кафедрою української філології Варшавського університету (С. П. Козак) наукової розвідки проф. В. О. Соболь «12 подорожей у країну давнього письменства» (2003). Другий — видання разом з українцями Хабаровська поетичної добірки Г.Гордасевич «Право на пісню» (2003 р.). Третій — наукова розвідка В. О. Соболь про Дм. Туптала закінчена версткою в Україні (Донецьк) і щойно у 2004 р. вийшла друком у Варшаві. Четвертий і п'ятий зреалізовано з відомим українським поетом, журналістом, членом Спілки письменників України Воло-димиром Біляївим, який зараз живе в Каліфорнії (США): поетичні збірки «Осіння обнова» (2001), «Доля і шлях» (2005), спогади «На неокраянім крилі…» (2004).
- 3. Пресовий напрямок роботи. Це — рубрика «Діаспора» в журналі «Схід» та «Донецькому віснику НТШ» (статті В.Біляїва з Вашингтона, Храпливої-Щур з Канади, В.Чумаченка з Краснодара, В. Білинського зі США, М.Бірюка та В.Іскри з Воронежа, В.Мокрого з Кракова та багато інш.). х Спецвипуск журналу «Схід» «Донбас і українська діаспора» до ІІІ Всесвітнього форуму українців (2001). Це унікальне видання охопило понад 12-річний (з 1989 року) період контактів та співпраці на рівні громадських організацій (так званого «третього сектора») Донеччини із західною та східною українською діаспорою. Видання було широко розповсюджено на ІІІ Всесвітнього форуму українців і надійшло в понад 40 країн світу, де мешкають сьогодні українські громади.
- 4. Конференції. 17 січня 2004 р. проведена планова науково-практична конференція «Культурні зв'язки Донеччини з українським зарубіжжям». Матеріали конференції випущені друком.[2] Члени Донецького товариства — учасники ряду конференцій та круглих столів з питань укр. діаспори у Києві, Воронежі, Філадельфії, Москві, Краснодарі, С.-Петербурзі.
- 5. Громадсько-культурні зв'язки Товариства з діаспорою охоплюють творчі контакти з українцями Польщі (Краків, Варшава), Франції (Париж, Сарсель), США (Філадельфія, Чикаго, Вашингтон, Пітсбург та інш.), Канади, Англії, Росії (Москва, С.-Петербург, Вороніж, Краснодар та інш.).

Основна ідея, яку Донецьке відділення Товариства втілює в життя:

| «Відкрити світ українського зарубіжжя для Донеччини і Донеччину для українського зарубіжжя». |

## Кримське республіканське відділення Товариства
Заступник голови Кримського республіканського відділення товариства зв'язків з українцями за межами України (товариство «Україна–Світ»)Тетяна Миколаївна Захарова.